# 胡卡馬里尼山
15°43′33″S 68°36′39″W / 15.72583°S 68.61083°W
胡卡馬里尼山（Jukumarini），是玻利維亞的山峰，位於該國西部拉巴斯省的拉雷卡哈省，處於玻利維亞瑞阿爾山脈以北、丘丘山西南面和丘丘阿帕切塔山以西，屬於安第斯山脈的一部分，海拔高度4,552米。